# David F. Friedman
David Frank Friedman (24 de dezembro de 1923 - 14 de fevereiro de 2011) foi um cineasta e produtor de cinema norte-americano.